# John Garland Pollard
John Garland Pollard (Contea di King and Queen, 4 agosto 1871 – Washington, 28 aprile 1937) è stato un politico statunitense.

## Biografia
Fu il cinquantunesimo governatore della Virginia. Figlio del politico John Pollard, studiò a quella che poi diventerà l'università di Richmond ed in seguito alla George Washington University (all'epoca Columbian College).
Nel 1921 si trasferì a Williamsburg, sposò Grace Phillips Pollard.